# Osamu Tezuka
Osamu Tezuka (jap. 手塚 治虫 Tezuka Osamu; ur. 3 listopada 1928 w Toyonace, zm. 9 lutego 1989 w Tokio) – japoński mangaka, reżyser, producent anime, doktor medycyny.
Z racji swoich osiągnięć nazywany „bogiem mangi”, porównywany z Waltem Disneyem.

## Życiorys
Urodził się 3 listopada 1928 w Toyonace w prefekturze Osaka jako najstarszy z trojga rodzeństwa. W 1933 roku, po przeprowadzce do Takarazuki w prefekturze Hyōgo, po raz pierwszy zetknął się z tamtejszym teatrem. Spotkanie to miało istotny wpływ na późniejszą twórczość artysty.
Pierwsze komiksy Tezuka zaczął tworzyć już w szkole podstawowej. W 1939 roku poprzez dodanie do swojego imienia znaku oznaczającego owada (jap. 虫 mushi), stworzył pseudonim, pod którym tworzył do końca życia. Amatorską twórczość plastyczną kontynuował w szkole średniej. W 1945 roku został przyjęty na Wydział Medycyny Uniwersytetu Osakijskiego i od tego też czasu zaczął być znany jako mangaka.
Zadebiutował w wieku 18 lat krótkim komiksem Ma-chan no nikki (Pamiętnik Ma-chan), wydanym w 1946 roku w czasopiśmie dla dzieci Shōkokumin Shinbun. Na lata 1946–1947 przypadał również krótki epizod teatralny Tezuki – z grupą studentów Wydziału Medycyny Uniwersytetu Osakijskiego założył koło teatralne Gakuyūza i brał udział w przedstawieniach jako aktor. Na początku 1947 wespół z Shichimą Sakaiem opublikował mangę Shin takarajima (pol. Nowa Wyspa Skarbów). Shin takarajima okazała się niezwykle popularna i wydana została w niespotykanym jak na owe czasy nakładzie 400 000 egzemplarzy.

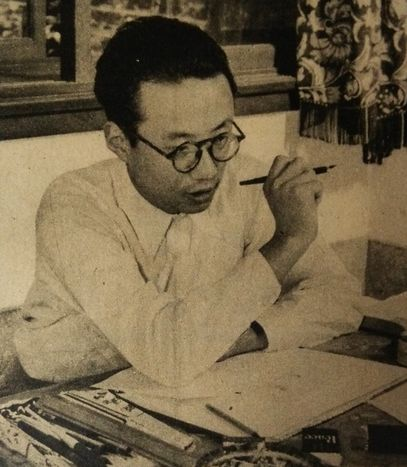
Osamu Tezuka w 1953

W 1951 roku ukończył studia medyczne, a rok później uzyskał dyplom lekarski. Nigdy jednak nie prowadził praktyki zawodowej, koncentrując się na twórczości artystycznej. W tym samym roku przeprowadził się do Tokio. Rosnąca popularność i sukcesy wydawnicze (Janguru taitei, Tetsuwan Atom, Czopi i księżniczka) sprawiły, że już w 1954 roku trafił na listę najlepiej opłacanych rysowników w Japonii. W 1959 roku ożenił się z Etsuko Okadą, a w 1961 – obronił doktorat z medycyny na Uniwersytecie Medycznym w Narze i otworzył własne studio filmowe pod nazwą Mushi Production (jap. 虫プロダクション Mushi Purodakushon). Wkrótce pojawiły się pierwsze filmy animowane tego studia – Aru machikado no monogatari w 1962 roku i Tetsuwan Atom w 1963 roku. Mushi Production istniało do 1972 –, kiedy to zakończyło działalność na skutek problemów finansowych. Cztery lata później założył nowe studio – Tezuka Productions, a w 1977 roku kolejne, istniejące do dziś, Mushi Production.
Lata 80. XX wieku to coraz większe uznanie zarówno w Japonii, jak i na świecie, ale też problemy zdrowotne. Zmarł na raka 9 lutego 1989 w wieku 60 lat. Jego grób znajduje się w Tokio, na cmentarzu przy świątyni Sōzen-ji.

## Nagrody i wyróżnienia
W 1989 roku został pośmiertnie uhonorowany Orderem Świętego Skarbu (jap. 瑞宝章 Zuihōshō) 3. klasy, przyznawanym za wybitny wkład w rozwój Japonii. Rok później podczas Krakowskiego Festiwalu Filmowego, wspólnie z innymi animatorami z USA, Japonii, Jugosławii, Czechosłowacji i ZSRR, otrzymał dyplom honorowy za Animated Self-portraits. Trzykrotnie (1964, 1967 i 1988) zdobywał Nagrodę im. Ōfuji Noburō (za Aru machikado no monogatari, Tenrankai no e i Mori no densetsu) w konkursie Mainichi Eiga Concours. Otrzymał Nagrodę Asahi za 1987 rok. W 1996, również podczas Mainichi Eiga Concours, Black Jack zdobył główną nagrodę w kategorii Najlepszy Film Animowany. W 1984 roku otrzymał nagrodę główną na Festiwalu Filmów Animowanych w Zagrzebiu za Jumping.

## Dziedzictwo

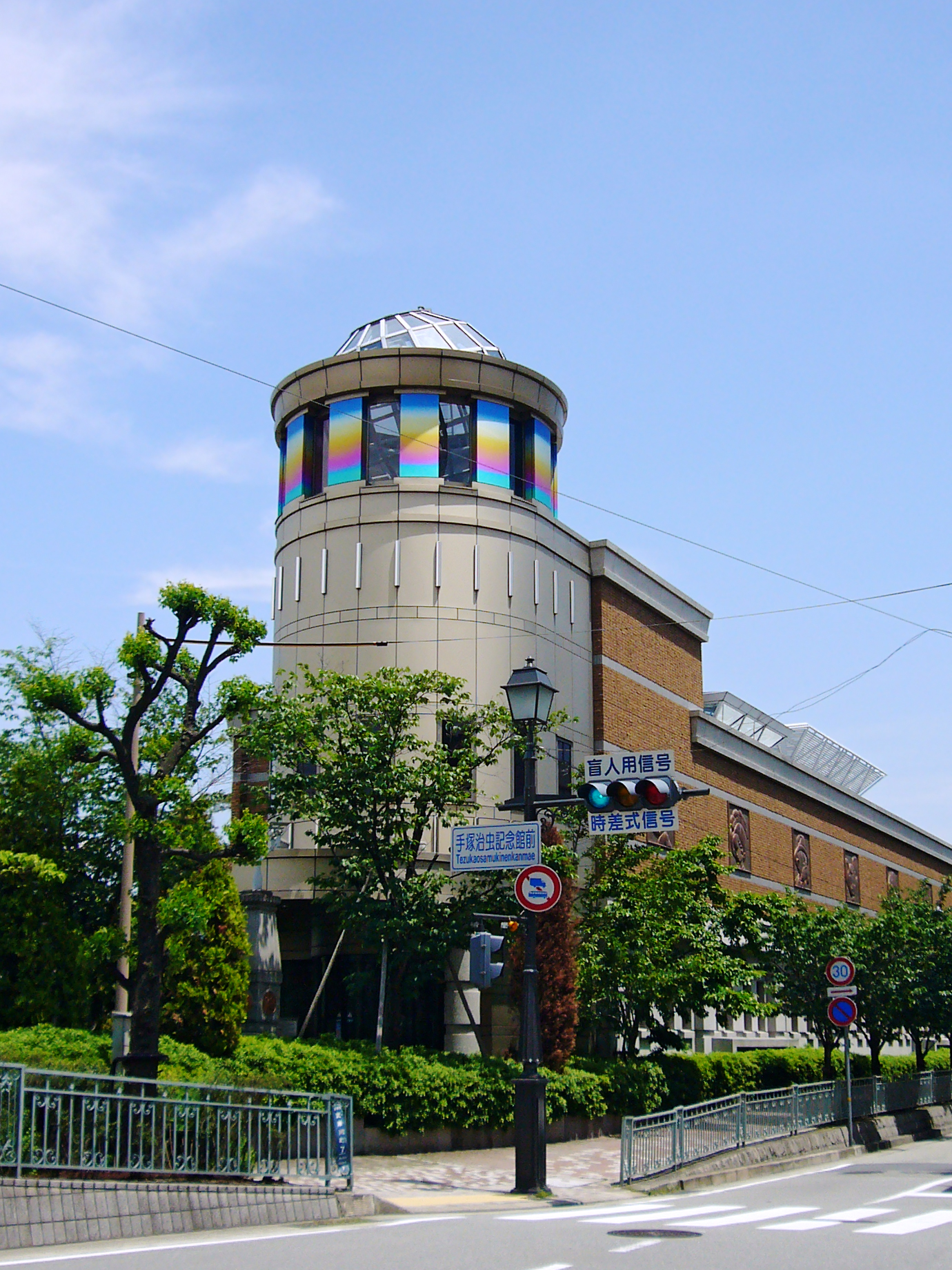
Muzeum Osamu Tezuki w Takarazuce

W 1994 roku w Takarazuce otwarte zostało Muzeum Mangi Osamu Tezuki. Ustanowione zostały również dwie nagrody jego imienia; w 1971 Nagroda Tezuki (jap. 手塚賞 Tezuka Shō) wydawnictwa Shūeisha oraz w 1997 roku Nagroda Kulturalna im. Osamu Tezuki (jap. 手塚治虫文化賞 Tezuka Osamu Bunkashō) tygodnika Asahi Shimbun. W założonym przez niego Mushi Production pierwsze kroki stawiali m.in. Katsuhiro Ōtomo i Rintarō. W 1997 roku japońska poczta wydała okolicznościowy znaczek, przedstawiający Osamu Tezukę wraz z postaciami ze stworzonych przez niego filmów animowanych. Twórczość Tezuki pod wieloma względami miała charakter pionierski, kształtując japoński komiks i film animowany w okresie jego największego rozwoju. Tezuka był twórcą pierwszego serialu animowanego (Tetsuwan Atom, znanego szerzej jako Astro Boy), pierwszego filmu animowanego w kolorze (Janguru taitei), jako pierwszy stworzył również mangowe adaptacje znanych utworów europejskich (Faust, Pinokio). Szacuje się, że Tezuka stworzył ponad siedemset mang i około stu filmów animowanych. W listopadzie 2008 Tezuka Productions, dla uczczenia 80. urodzin Tezuki, rozpoczęło darmowe publikowanie w internecie mang i anime z jego dorobku.

## Publikacje w Polsce
W 2004 roku nakładem wydawnictwa Arashi ukazała się manga Metropolis. W latach 2001–2002, na łamach wydawanego przez Waneko magazynu Mangamix (numery 1-6), opublikowane zostało sześć rozdziałów mangi Black Jack. Na przełomie lat 2015 i 2016 wydawnictwo J.P.Fantastica wydało w dwóch tomach mangę Pieśń Apolla. Wydawnictwo Waneko wydało w latach 2016–2017 mangę Do Adolfów (jap. アドルフに告ぐ Adorufu ni tsugu) w dwóch tomach. W ramach obchodów 20 lecia w 2019 roku Waneko wydało mangę Ayako, wydawnictwo to zapowiedziało także wydanie mangi pt. MW w 2020 roku. Na początku 2020 roku wydawnictwo J.P.Fantastica zapowiedziało wydanie mangi „Norman” w dwóch tomach. Wydawnictwo Kotori wydało mangę Fūsuke w 2020 roku.
Mangi inspirowane twórczością Osamu Tezuki
Wydawnictwo Hanami wydało mangę Pluto opartą na motywach serii Tetsuwan Atom Tezuki. Od 2019 roku Waneko wydaje remake mangi Dororo pod tytułem Dororo i Hyakkimaru (jap. どろろと百鬼丸伝 Dororo to Hyakkimaru-den).
Anime
Anime Czopi i księżniczka / Przygody Księżniczki (jap. リボンの騎士 Ribon no kishi) została wydana w Polsce pod wieloma różnymi tytułami na VHS. Na kasetach wydane zostały także tytuły jak Mały Wansa (jap. ワンサくん Wansa-kun) oraz Tryton z morza (jap. 海のトリトン Umi no Toriton). W latach 1996–1997 stacje Polsat i Polsat 2 wyemitowała anime Kimba, biały lew, będący adaptacją mangi Janguru taitei (jap. ジャングル大帝). W 2001 roku Warner Bros. Video wydało w Polsce pełnometrażowy film animowany Metropolis, będący luźną adaptacją mangi Tezuki.